# Обыкновенный старик
Обыкновенный ста́рик (лат. Synthliboramphus antiquus) — морская птица из семейства чистиковых (Alcidae). Выделяют два подвида.

## Внешний вид
У взрослых особей чёрная голова, по бокам которой летом белые полоски. Верхняя сторона тела серая, нижняя — белая. Короткий клюв жёлтого цвета.

## Распространение
Гнездится главным образом на Алеутских островах и других островах у побережья Аляски.

## Образ жизни
Обыкновенные старики гнездятся в колониях. Самка откладывает одно или два яйца прямо на скалистую землю либо между корней деревьев. Чтобы защитить молодняк от хищников, родители уже через несколько дней после появления на свет птенцов берут их с собой в море и кормят там, а не в гнезде.
В поисках пищи обыкновенные старики ныряют вглубь прямо с поверхности воды. Их добыча — рыба, а также ракообразные и прочие мелкие морские животные.
Зимой обыкновенные старики совершают перелёт на юг, на побережье Калифорнии. Некоторых птиц (сбившихся с дороги в осенние непогоды) можно наблюдать и в глубине материка.

## Интересные факты
Остров Старичков, находящийся на юге Авачинского залива у берегов Камчатки, получил своё название от обитающей на нём колонии обыкновенных стариков.